# Millettia warneckei
Millettia warneckei là một loài rau đậu thuộc họ Fabaceae.
Loài này có ở Ghana, Guinea, Liberia, Sierra Leone, và Togo.
Chúng hiện đang bị đe dọa vì mất môi trường sống.